# Séthi II
Pour les articles homonymes, voir Séthi et Mérenptah (homonymie).
Séthi II est un pharaon de la XIXe dynastie, fils aîné de Mérenptah à qui il succède. Il règne vers 1202 à 1196 avant l'ère commune. Ce roi est connu pour être le seul roi du Nouvel Empire à avoir eu affaire à une usurpation au cours de son règne qu'il réussit à réprimer. Cette usurpation de son pouvoir, uniquement dans la partie sud du territoire (Haute-Égypte et Nubie), est incarnée par Amenmes, membre de la famille royale dont les liens familiaux exacts sont encore sujets à débat mais qui pourrait être un demi-frère. Séthi II nomma Bay, un Syrien, au poste prestigieux de chancelier ; ce dernier deviendra un personnage très important par la suite, étant donné que c'est lui qui désignera le successeur de Séthi II, mort sans fils vivant pour pouvoir lui succéder, en la personne de Siptah, lui aussi membre de la famille royale dont les liens familiaux exacts sont encore sujets à débat mais qui pourrait être un fils d'Amenmes.

## Généalogie
Séthi II est le fils aîné de Mérenptah et de la grande épouse royale Iset-Nofret II. 
Il est possible, bien que cela ne soit pas certain, qu'il soit le demi-frère d'Amenmes, fils de la grande épouse royale Takhat Ire, bien que certains ont proposé plutôt de voir en lui un fils rebelle de Séthi II, Takhat Ire étant alors dans cette hypothèse une épouse de Séthi II, bien que le relatif jeune âge de Séthi II rend l'hypothèse d'un fils assez âgé pour se rebeller peu plausible.
La grande épouse royale est Taousert, probablement membre de la famille royale, mais ses liens généalogiques ne sont pas connus : l'une des hypothèses est de faire d'elle une petite-fille de Ramsès II. Taousert mère d'un prince mort en bas âge et nommé Séthy-Mérenptah, comme son père. Séthi est aussi le père de filles, mais leurs noms ne sont pas connus.

## Prince égyptien
Le roi Séthi II, quand il était encore le prince Séthy-Mérenptah, parfois abrégé en Séthy), est attesté par plusieurs documents : 
- il est figuré aux côtés de son père Mérenptah sur les reliefs que ce dernier a commandité dans le temple d'Amon à Karnak et représentant la campagne cananéenne[8] ;
- il est aussi représenté avec la tresse de l'enfance dans une petite figuration sur le côté gauche du pilier dorsal d'une statue en granit rose de Mérenptah ; la colonne de texte indique : « le prince, le seigneur du Double-Pays, le fils véritable du roi, son aimé, Séthy-Mérenptah, justifié »[8]. Dans le papyrus d'Orbiney, qui consigne l'un des grands romans de la littérature égyptienne, le conte des Deux Frères, le prince y est désigné au recto comme « le flabellifère à la droite du roi, le prince, le scribe royal, le général en chef, le fils du roi, Séthy-Mérenptah » et au verso comme « le flabellifère à la droite du roi, le scribe royal, le général en chef, le fils du roi »[8] ;
- il est représenté sur une petite statue (aujourd'hui au Musée égyptien du Caire) encore enfant sous les traits d'Horus, la tresse de l'enfance tombant sur l'épaule et portant un doigt à la bouche ; sur le côté gauche du pilier dorsal, il est désigné comme « le fils véritable du roi, son aimé, le fils aîné de son père, Séthy »[8].

## Règne

### Début de règne
Séthi II est monté sur le trône entre la fin du Ier mois et le début du IIIe mois de la saison Peret. Le roi lance peu après sa montée sur le trône une campagne de réfection et de décoration de monuments situés en Nubie, comme l'attestent deux inscriptions datées respectivement de l'an I dans le grand temple d'Abou Simbel et de l'an II dans le temple d'Amon à Amada. Selon un ostracon, le roi arriva à Thèbes le « 10e jour du IIe mois de la saison Akhet de l'an I ». Puis, après avoir passé « dix jours » à Thèbes-est, il arriva à Thèbes-ouest le douzième jour de son séjour et choisit l'emplacement de sa tombe (KV15) dans la Vallée des Rois. Un autre ostracon indique par ailleurs que le travail travaillait déjà à l'emplacement choisi dès le mois suivant : « Le IIIe mois de la saison Akhet, 12e jour : l'équipe travaille à l'emplacement (de la tombe) d'Ouserkhépérourê-Sétepenrê, v.p.s. ».
C'est probablement à cette période que date la plus ancienne mention du chancelier Bay. Deux documents de la Vallée des Rois mentionnent son nom : un graffito « Fait par l'échanson royal, Bay, fils de Ka » et un ostracon, réalisé par l'un des artisans de Deir el-Médineh, « Le scribe royal, échanson du roi Séthy-Mérenptah, Bay, dit à Amon-Rê, roi des dieux : « Viens à moi, Amon, puisses-tu (me) sauver. Je suis un mendiant du pays du nord. Viens et laisse-moi voir Thèbes, la Belle, alors que je contemple ses femmes. » ». Cet ostracon, dans lequel l'auteur se moque quelque peu de Bay, semble indiquer que sa venue n'est pas passée inaperçue. Toujours est-il que sa mission à Thèbes-ouest devait consister à inspecter les travaux de la tombe royale. 

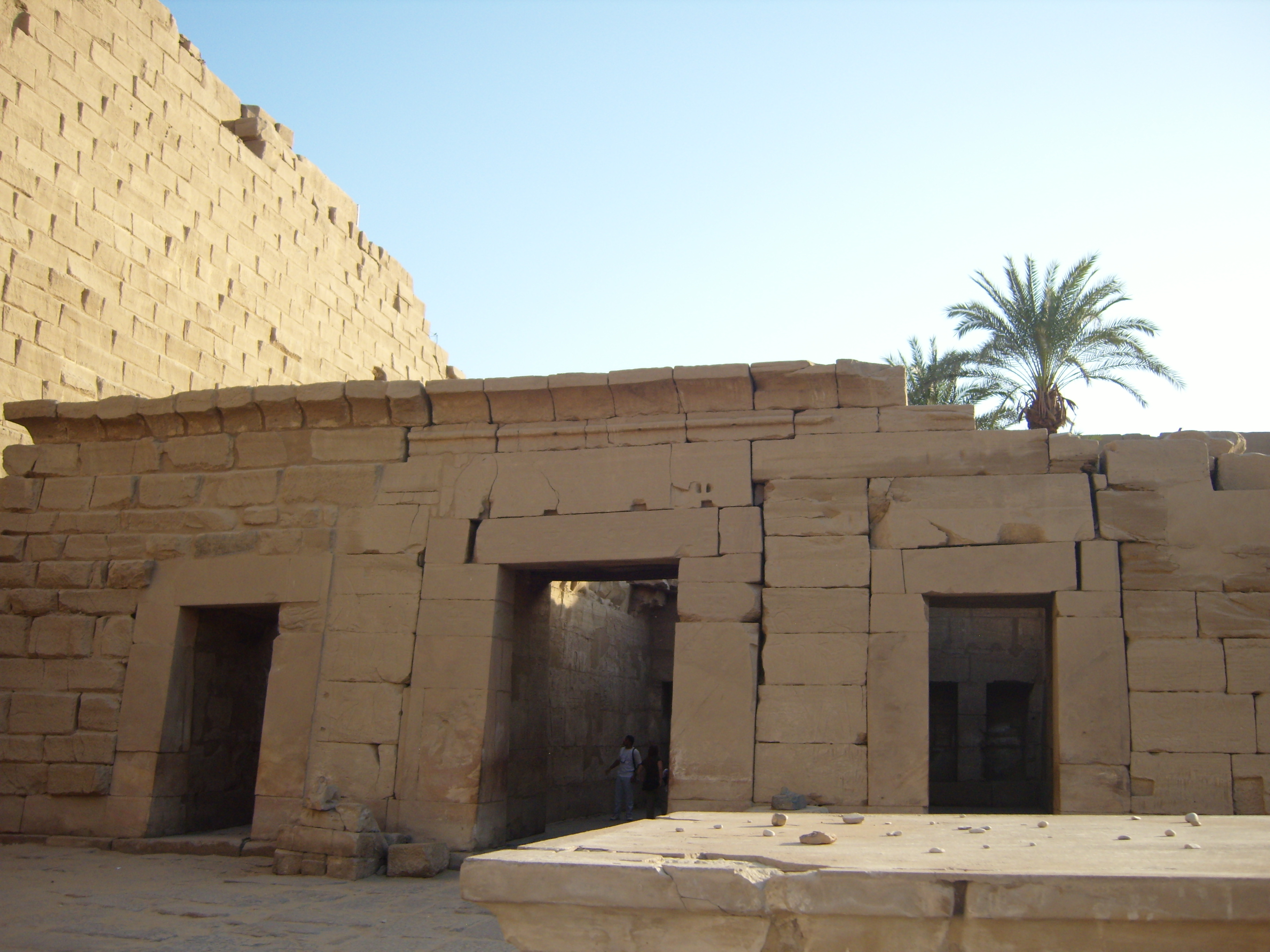
Temple-reposoir tripartite situé dans la première cour du temple d'Amon à Karnak.

Il est possible que Bay ait profité de sa présence à Thèbes pour lancer au nom de son roi la construction du beau temple-reposoir tripartite situé dans ce qui est aujourd'hui la première cour du temple d'Amon à Karnak, mais dans ce qui constituait l'entrée du temple. Ce temple-reposoir, divisé en trois chapelles, était destiné à accueillir les barques sacrées d'Amon, de Mout et de Khonsou, les dieux de la triade thébaine. Sur ce temple-reposoir étaient figurés le roi Séthi officiant devant la triade, mais aussi le chancelier Bay, représenté derrière le roi dans les trois chapelles. Ces représentations indiquent le pouvoir important du chancelier Bay dès cette période. Ces représentations seront toutefois usurpées pendant le règne de Taousert pour y faire figurer le prince Séthy-Mérenptah, fils alors décédé de Séthi II et de Taousert. Il est à noter que, de ces représentations du jeune prince Séthy-Mérenptah, celles situées dans la chapelle dédiée à Amon seront effacées au cours du règne de Sethnakht, les deux autres chapelles étant épargnées, peut-être du fait de leur relative inaccessibilité résultant de la présence d'imposantes statues de Séthi II placées devant leurs entrées respectives.
Româ-Roÿ (en), grand prêtre d'Amon à Karnak depuis la fin du règne de Ramsès II, se fait représenter avec son fils aîné Bakenkhonsou dans l'épaisseur du VIIIe pylône du temple d'Amon, ce qui est pourtant une prérogative royale, l'inscription accompagnant cette représentation ne faisant que citer les cartouches du roi Séthi II.
Un autre évènement intervient pendant cette période : un ostracon de Deir el-Médineh révèle que 8e jour du Ier mois de la saison Peret de l'an II, le vizir de Haute-Égypte fait commencer la tombe de Taousert. Cette dernière (KV14) est située juste à côté de celle de Séthi II. Le choix de la Vallée des Rois tranche avec les reines précédentes qui sont enterrées dans la Vallée des Reines. Ce choix semble indiquer que le pouvoir de Taousert devait être important dès cette période, ce que la suite des évènements confirmera. C'est ce pouvoir qui permet d'émettre l'hypothèse qu'elle était d'origine royale, bien qu'elle nétait pas fille de roi.

### Usurpation d'Amenmes
C'est en l'an II, probablement peu après la décision de faire creuser la tombe de Taousert dans la Vallée des Rois plutôt que dans la Vallée des Reines, qu'Amenmes s'est proclamé roi dans le sud de l'Empire égyptien. Le lieu exact d'où est partie la rébellion et la manière dont elle a gagné du terrain sont inconnus. Elle toutefois probablement partie de Nubie, gérée sous le règne de Mérenptah par le fils royal et vice-roi de Koush Messouy (qui doit très probablement être Amenmes quand il était encore prince), puis, au début du règne de Séthi II, par le vice-roi de Koush Khâemtéry, ce dernier ayant rejoint Amenmes dans son aventure en devenant son vizir.
Si Amenmes démarre probablement sa rébellion en l'an II, il fait, semble-t-il, démarrer officiellement son règne après celui de Mérenptah, ignorant ainsi le début du règne de Séthi II. Amenmes conquiert, semble-t-il relativement rapidement, la Haute-Égypte (il atteint Thèbes dès l'an III) jusqu'à les villes d'Abydos et de Thinis qui sont restées fidèles à Séthi II. Amenmes fait bien entendu arrêter les travaux des constructions de Séthi II. Dans la Vallée des Rois, il fait effacer les noms de Séthi II dans la tombe (KV15) de ce dernier et fait commencer la sienne (KV10), proche de celles des autres rois de la XIXe dynastie (KV16, KV17, KV7 et KV8) et bien loin de celles de Séthi II (KV15) et de Taousert (KV14). À Karnak, sur l'inscription de Româ-Roÿ (en) au niveau du VIIIe pylône, Amenmes ne fait qu'effacer certains cartouches de Séthi II, les moins accessibles étant épargnés. 
Le règne d'Amenmes se poursuit jusqu'en l'an V, année pendant laquelle Séthi II réussit à reconquérir tout le territoire. Amenmes n'a pas été enterré dans la tombe qu'il s'était fait construire dans la Vallée des Rois, cette dernière sera d'ailleurs réutilisée au cours de la XXe dynastie. 
Concernant Séthi II, rien n'est véritablement connu de cette période d'usurpation, si ce n'est qu'il mena la guerre contre Amenmes et que son pouvoir s'était probablement affaibli au nord, où il devait composer avec Taousert, sa puissante épouse, et Bay, son chancelier ambitieux. Toutefois, l'une de ses plus importantes œuvre de son règne est les travaux qu'il commandite à Hermopolis Magna, situés dans le complexe de Thot et dédiés à Amon, en continuation de ceux de son père Mérenptah. Séthi II a également développé l'exploitation du cuivre dans la vallée de Timna, en Jordanie, et a construit un important temple à Hathor, la déesse de la vache, dans la région. Des objets votifs et un relief de Séthi II ont été trouvés dans le Sinaï ainsi qu'une anse de jarre à Tell el-Farah sud.

### Fin de règne

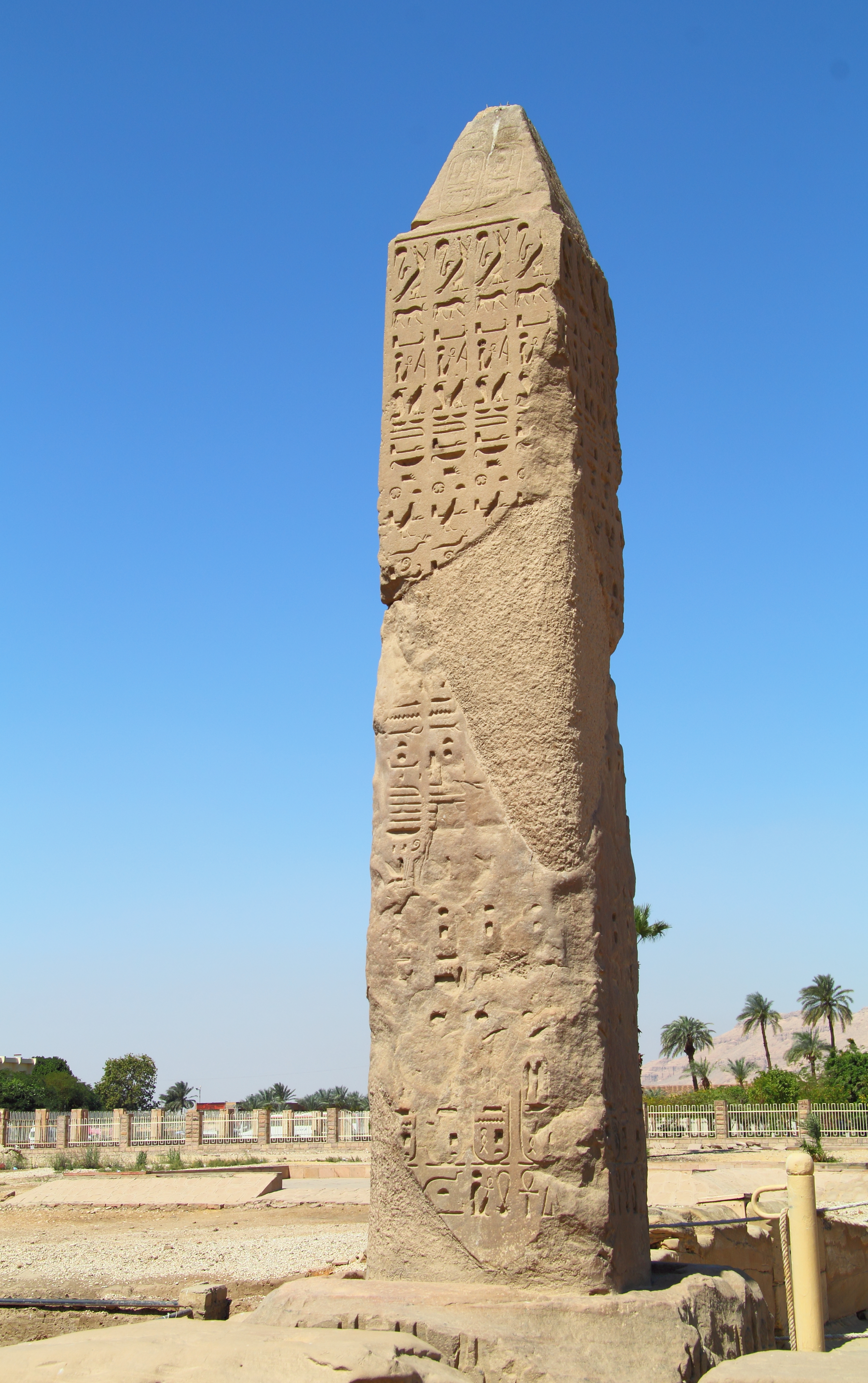
Un des obélisques de Séthi II devant le temple d'Amon à Karnak.

Une fois Amenmes éliminé et le territoire reconquis, il semble que des actions violentes ont lieu à Thèbes. On peut noter que, sur les ostracons de Deir el-Médineh, les noms d'un certain nombre d'habitants changent entre la période d'usurpation et la période qui suit immédiatement, comme si une purge avait eu lieu à ce moment-là. Séthi II s’emploie en tout cas à faire disparaître le nom de son « ennemi » : il fait remplacer la titulature d'Amenmes par la sienne à Karnak (les quatre statues représentant Amenmes debout de la grande salle hypotsyle et les deux statues représentant Amenmes agenouillé placées au nord de l'Akhmenou, mais aussi des inscriptions sur l'embrasure de la porte sud-est du IVe pylône, la porte sud de la cour de Thoutmôsis Ier, la porte sud de la cour péristyle, du mur intérieur ouest de la cour de la cachette, du mur extérieur ouest représentant une scène de campagne en Canaan de Mérenptah, de l'embrasure de la porte du VIIe pylône, de la scène du VIIIe pylône avec Româ-Roÿ (en)) et fait retravailler les titres de Takhat Ire sur la statue d'Amenmes, passant de « mère du roi » à « épouse du roi ». Dans la Vallée des Rois, Séthi II fait bien sûr arrêter la tombe d'Amenmes (KV10) et fait restaurer et relancer la sienne (KV15) et celle (KV14) de Taousert.
En plus d'usurper les œuvres d'Amenmes, Séthi II laisse à Karnak deux petits obélisques situés au niveau du quai, devant l'entrée, le temple-reposoir qu'il fait finir et deux grandes statues en quartzite (l'une est au Louvre, l'autre à Turin) devant les chapelles de Mout et de Khonsou de ce temple-reposoir. Séthi II laisse une stèle où il est représenté faisant offrande à Amon, cette stèle a été retrouvée au niveau du dromos à l'avant du Ier pylône. Un fragment d'une autre stèle à son nom a été retrouvé près du IXe pylône, un sphinx devant le Xe pylône porte ses cartouches tandis que des sphinx entre ce même Xe pylône et le temple de Mout, construits sous le règne d'Horemheb, ont été enrichis par les cartouches de Séthi II. Séthi II laisse également ses cartouches à plusieurs endroits du IVe pylône. Enfin, une statue de grès de Séthi II, aujourd'hui au British Museum et découverte par Belzoni probablement au temple de Mout, a parfois été attribuée à Amenmes, statue que Séthi II aurait faite finir et graver avec ses cartouches pour se l'approprier, mais rien n'indique un tel fait, Séthi II est donc peut-être l'unique commanditaire de la statue.
Séthi II récupère aussi une stèle datant de l'époque de Ramsès II et retrouvée près de la porte ouest menant à la cour de la cachette. Sur cette stèle est inscrit le « décret de Séthi II » dans lequel est dénoncé la corruption de l'élite des prêtres qui n'hésite pas à extorquer de l'argent ou autre pourboire au bas clergé (les « porteurs de la barque ») qui passe cette porte. Cette corruption, visiblement déjè présente sous Ramsès II, devait continuer de l'être sous Séthi II. Il faut noter que le grand prêtre d'Amon Româ-Roÿ (en), déjà en poste depuis la fin du règne de Ramsès II, était déjà devenu très puissant dans la région en installant ses fils et petits-fils à des postes importants dans les différentes hiérarchies des temples thébains, et ce, dès le règne de Mérenptah. Il a, de plus, traversé sans encombre la période d'usurpation d'Amenmes. S'il était très âgé déjà à l'avènement de Séthi II, il n'est en tout cas plus mentionné au retour du roi : a-t-il été évincé ? ou est-il mort de vieillesse ? Toujours est-il qu'aucun membre de sa famille ne lui succède au poste de grand prêtre d'Amon, où un certain Mâhouhy est mentionné à ce poste.
Concernant le vizirat de Haute-Égypte, Khâemtéry, le vice-roi de Koush du début du règne, avait été nommé vizir par Amenmes. Étant un partisan de l'ennemi, il est remplacé à cette charge par Prêemheb, qui restera vizir jusqu'au début du règne de Siptah, où il sera remplacé par Hori II, arrière-petit-fils de Ramsès II. Il est â noter que Prêemheb est connu par quelques inscriptions aux Ouadi Hammamat où il agit pour le compte de Séthi II, probablement pour ramener de la « pierre de bekhen ».
Un papyrus important, conservé aujourd'hui au British Museum, sur le règne est le compte-rendu du procès de Paneb. Néferhotep, l'un des deux maîtres d'œuvre de la nécropole de Deir el-Médineh, avait été remplacé par Paneb, son encombrant gendre. Le frère de Néferhotep, Amennakht, reproche à Paneb de nombreux crimes dans un acte d'accusation violemment formulé. Si l'on se fie au témoignage d'Amennakht, Paneb aurait volé des pierres de la tombe de Séthi II, alors qu'il travaillait encore à son achèvement, pour embellir sa propre tombe, en plus de dérober ou d'endommager d'autres biens appartenant au roi. Paneb fut également accusé d'avoir tenté de tuer Neferhotep, son beau-père adoptif, bien qu'il ait été éduqué par ce dernier, même si ce dernier finit par être tué par « l'ennemi » (c'est-à-dire Amenmes). Le procès, dirigé par le vizir Prêemheb, ne mena à rien car ceux qui ont attaqué Paneb en procès se rétracte, probablement parce que Paneb a le soutien du vizir Prêemheb. En réalité, Paneb est le meneur d'une organisation de pillage et de détournement du travail des artisans de Deir el-Médineh à son propre profit, ce qui sera révélé au début du règne de Siptah par le nouveau vizir Hori II.

### Décès

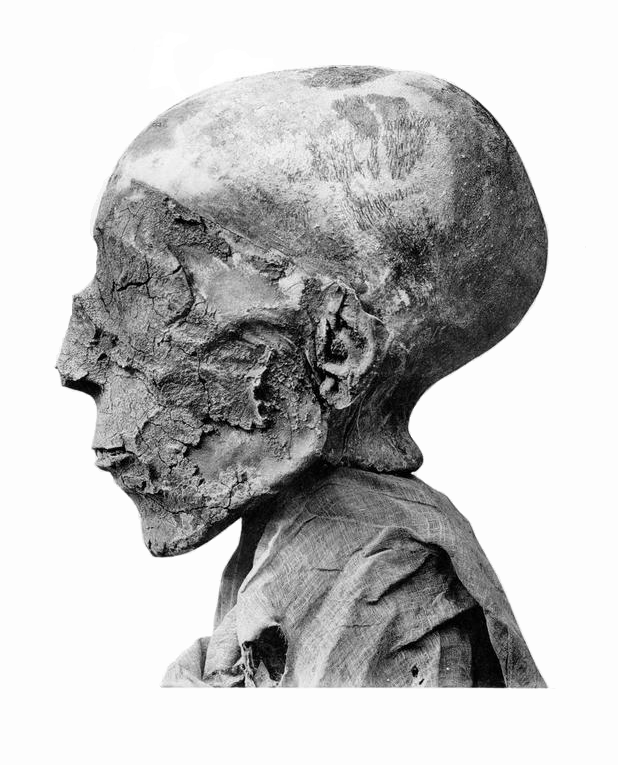
Tête de la momie de Séthi II.

Séthi II meurt au tout début du Ier mois de la saison Peret de l'an VI, comme l'indique un ostracon de Deir el-Médineh qui mentionne que 19e jour de ce même mois, les artisans du village ont été mis au courant de la nouvelle, information nécessitant une vingtaine de jours pour voyager de Pi-Ramsès, lieu de résidence des rois, à Thèbes.
Séthi II est alors enterré le 11e jour du IIIe mois de la saison Peret de l'an {I} du règne de Ramsès-Siptah dans la tombe qu'il s'était faite préparer dans la Vallée des Rois, après toutefois un très bref séjour dans celle de son épouse Taousert, probablement parce que sa tombe n'était pas encore totalement prête. L'étude de la tombe a montré que si les trois premiers corridor avaient été décorés pendant la première partie du règne, et que les cartouches de l'entrée avaient par la suite été mutilés pendant l'usurpation d'Amenmes, le travail pendant la dernière partie du règne a consisté à restaurer les parties âbimées, à finir le décor du troisième corridor et à faire celui de la salle intermédiaire à piliers. Après la mort du roi, la salle du puits et la chambre funéraire ont été décorés de manière extrêmement médiocre. Plus tard, sous le règne de Taousert, il semble que cette dernière a fait déplacer la momie de Séthi II dans son propre tombeau (KV14), dans lequel elle avait fait creuser un second caveau. Plus tard, sous le règne de Ramsès III, ce dernier fait enterrer son père le roi Sethnakht dans la tombe KV14, ce dernier n'ayant fait qu'entamer la tombe KV11 que Ramsès III recupère pour lui-même. Les momies et Séthi II et de Taousert ont probablement dû rejoindre alors KV15. Des bijoux leur appartenant ont d'ailleurs été découverts dans la tombe KV56. Cette tombe KV56, livrant un ensemble d'orfèvrerie appartenant à Séthi II et à Taousert, est nommée depuis « tombe de l'or ». 
Le voyage des momies de Séthi II et Taousert continuera bien plus tard car, en l'an VI ou VII de l'ère du « Renouvellement des naissances » (Ouhem-mésout) de Ramsès XI, la tombe KV14 semble avoir servi de cachette à plusieurs momies royales, dont peut-être celles de Taousert et de Séthi II. Quelques années plus tard, en l'an XIII du règne de Nesbanebdjed Ier (Smendès), fondateur de la XXIe dynastie, Pinedjem Ier, alors encore grand prêtre d'Amon, fait déplacer plusieurs momies royales dans la tombe (KV35) de Amenhotep II, dont celles de Séthi II et d'une femme dont le couvercle de sarcophage retourné lui servant de cercueil portait le nom de Sethnakht. Cette momie est peut-être celle de Taousert. À ce moment-là, le couvercle du sarcophage de bois de Sethi II fut réemployé pour fermer le sarcophage d'un autre souverain outragé, Amenhotep III tant et si bien que lors de la découverte de la cachette en 1898 par Victor Loret la momie royale de Séthi II ne reposait alors que dans une simple cuve de sarcophage remisée dans une pièce annexe du tombeau avec d'autres momies. Son identification fut néanmoins possible grâce notamment à plusieurs amulettes trouvées sur le corps du roi lors de son examen au début du siècle dernier par Grafton Elliot Smith pour le compte du Service des Antiquités Égyptiennes.

### Succession
Séthi II meurt sans fils pour lui succéder. Sans successeur désigné, c'est le chancelier Bay, proche de feu le roi Séthi II, qui place Siptah sur le trône d'Égypte. Ce dernier est peut-être le fils d'Amenmes, bien que cela ne soit pas certain. Son règne, d'une durée d'environ six ans, est en tout cas fortement marqué par le chancelier Bay et la reine Taousert, qui succédera elle-même à Siptah pour un règne d'environ deux ans. C'est Sethnakht, succédant à Taousert après un conflit entre eux, qui met fin à la XIXe dynastie et inaugure la XXe dynastie, dernière du Nouvel Empire.

## Sépulture

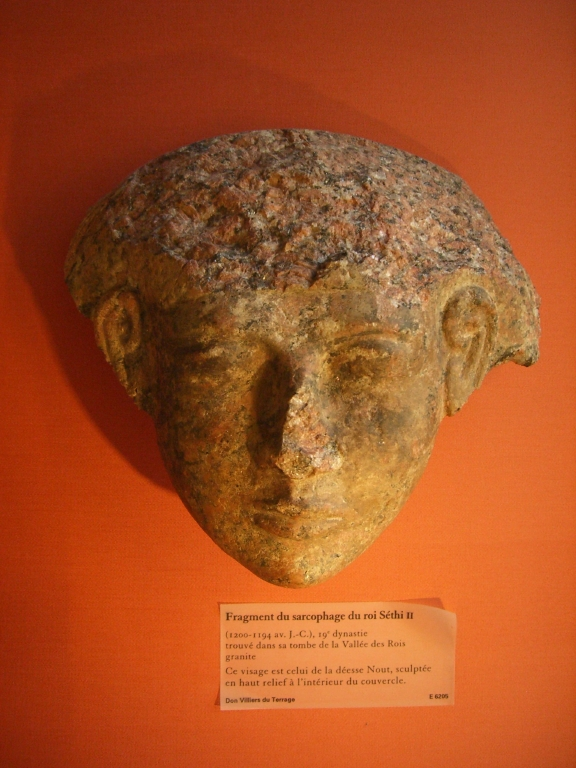
Fragment du sarcophage externe de Séthi II - Musée du Louvre

La tombe du souverain, KV15, est située dans la Vallée des Rois. Elle mesure 88,15 mètres pour un volume de 816,53 mètres cubes.
L'étude de la tombe a montré que si les trois premiers corridors avaient été décorés pendant la première partie du règne, et que les cartouches de l'entrée avaient par la suite été mutilés pendant l'usurpation d'Amenmes, le travail pendant la dernière partie du règne a consisté à restaurer les parties âbimées, à finir le décor du troisième corridor et à faire celui de la salle intermédiaire à piliers. Après la mort du roi, la salle du puits et la chambre funéraire ont été décorés de manière extrêmement médiocre.
Il ne reste presque rien du viatique funéraire qui accompagnait le roi dans son tombeau, ce dernier ayant été pillé dès l'Antiquité, probablement peu de temps après sa fermeture. toutefois, des bijoux appartenant à Séthi II et Taousert ont été découverts dans la tombe KV56.

## Photos

Statue colossale de Séthi II autrefois placée devant son temple-reposoir de KarnakMusée du Louvre.
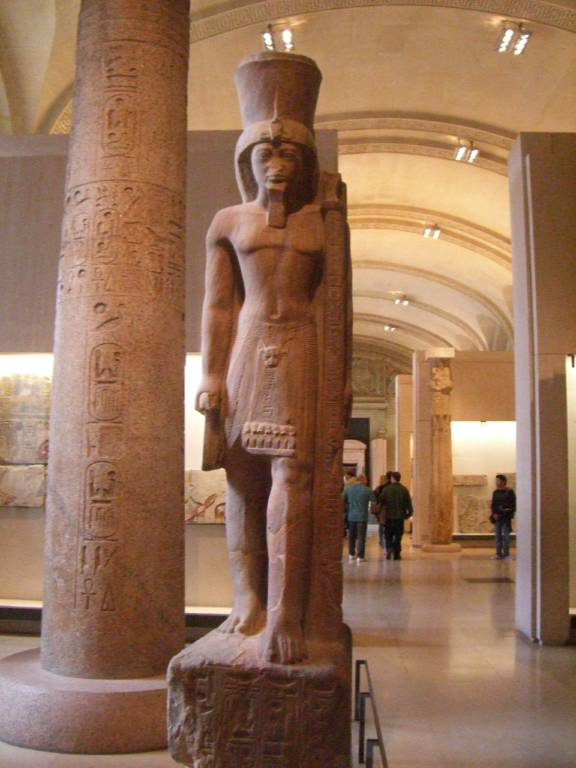
Vue générale.
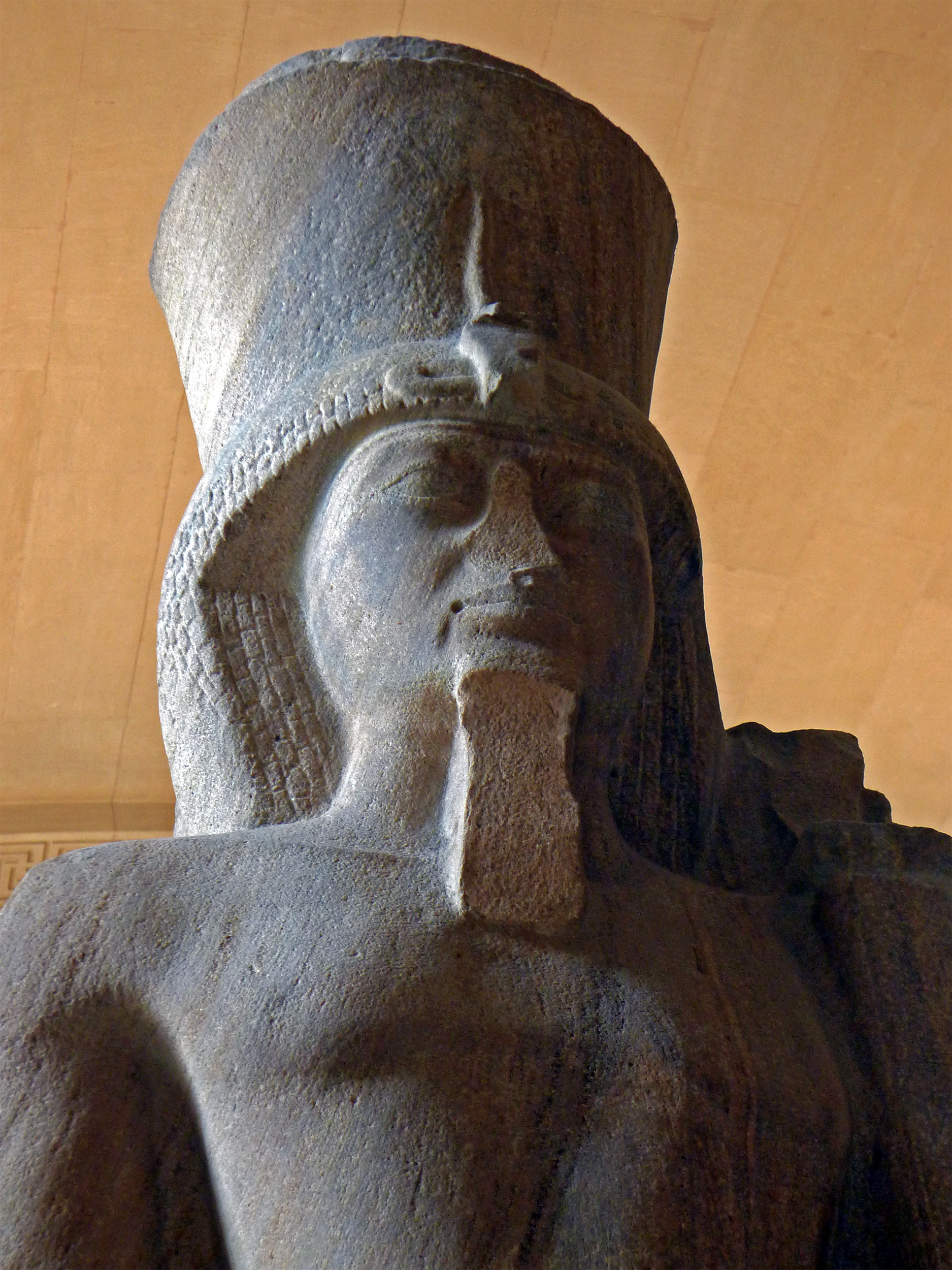
Détail du buste.